# Niederhof (Sundhagen)
Niederhof ist ein Ortsteil der Gemeinde Sundhagen im Landkreis Vorpommern-Rügen.

## Geografie und Verkehr
Niederhof liegt 19 Kilometer nordöstlich der Stadt Grimmen, 9 Kilometer südlich von Stralsund und 22 Kilometer nordwestlich von Greifswald. Westlich verläuft die ehemalige Bundesstraße 96, die jetzige Bundesstraße 105, daneben die vierstreifig ausgebaute Autostraße B 96. Weiter westlich des Ortes verläuft seit 1863 die Bahnstrecke Greifswald–Stralsund.

## Geschichte
Die frühzeitige Besiedlung wird durch den slawischen Niederhofer Burgwall auf dem 11 m hohen Geländesporn am Strelasund archäologisch mit vielen Funden nachgewiesen. Er ist als Bodendenkmal von regionaler Bedeutung registriert und in seiner Form gut erhalten.
Im Gegensatz dazu wurde Niederhof nicht in den pommerschen Urkunden bis Mitte des 14. Jahrhunderts aufgeführt. Auch die schwedischen Matrikelkarten von 1696 kennen den Ort nicht, obwohl an seiner Stelle ein Gebäude dargestellt ist, aber es wurde als Teil (Abbau) von Brandshagen angesehen.
Laut der Infotafel vor Ort soll Borante von Putbus, der Gründer von Boranteshagen (Brandshagen) in Nedderhof (Niederhof) ein „Vestes Haus“ errichtet haben. Er wurde urkundlich Ende des 13. Jahrhunderts genannt.

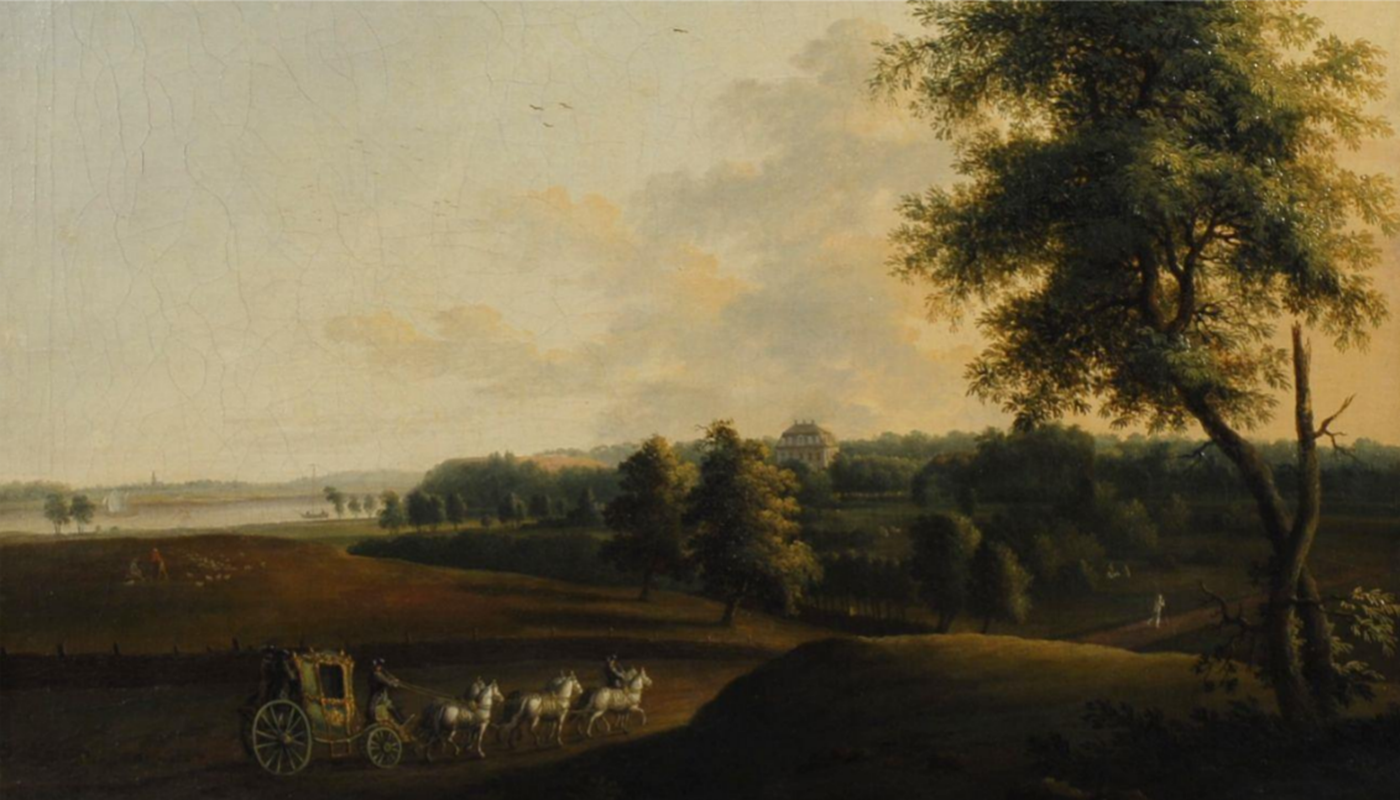
Gut Niederhof mit dem unter Giese erbauten Gutshaus, gemalt von Jakob Philipp Hackert, 1762

1757 kaufte der schwedische Kammerrat Joachim Ulrich Giese das Gut. Er war es auch, der den jüdischen Einwohnern von Stralsund und anderen Orten den Friedhof in seinem Park gestattete. Als er 1780 starb, gelangte der Besitz nach mehreren Zwischenbesitzern an die Familie von Bismark-Bohlen auf Karlsburg bei Greifswald.

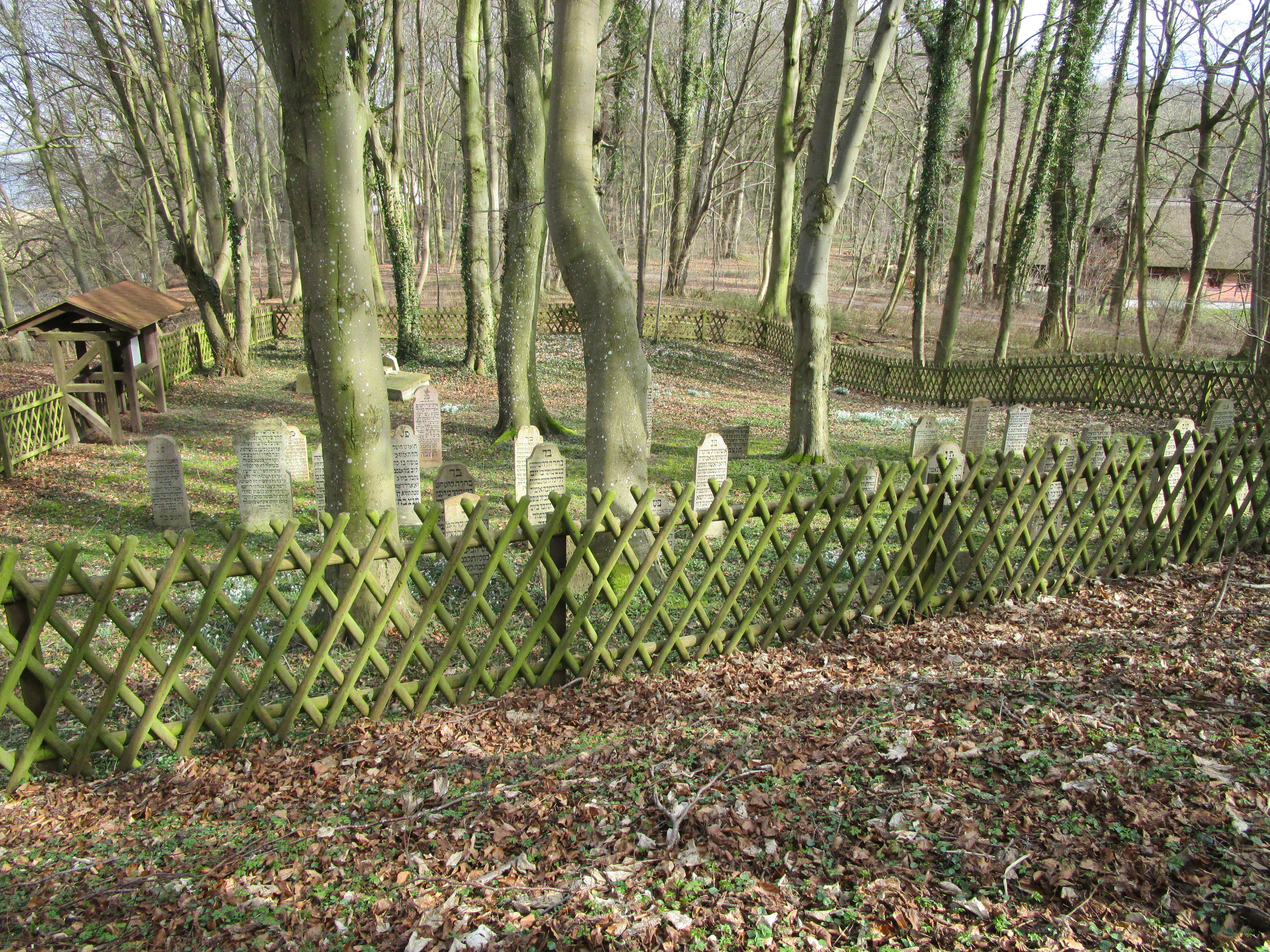
Jüdischer Friedhof Niederhof – Zustand 2016

Bereits im 18. Jahrhundert begruben jüdische Bürger aus Stralsund, Greifswald und anderen Orten ihre Angehörigen auf einem Jüdischen Friedhof, den sie nördlich des Ortsteils Niederhof kurz vor der Küste des Strelasundes angelegt hatten. Nach der letzten Beisetzung 1850 verfiel der Friedhof, wurde aber seit 1964 wieder hergerichtet und zum Kulturdenkmal erklärt.
Erst im preußischen Urmesstischblatt (PUM) von 1835 taucht der Ortsname auf. Dort ist ein größerer Hof, ein nördlich abgesetztes Gutshaus und davor ein Wohnplatz aufgezeichnet. Weiter nördlich vom Ort befand sich bei 400 Meter der Niederhofer Fischerkaten am Sundufer. Dargestellt ist daneben auch der Jüdische Friedhof als „Juden Kirchhof“. In östlicher Richtung schließt sich ein großer regelmäßig angelegter Park an.
1871 hatte Niederhof 5 Wohnhäuser mit 11 Haushaltungen und 74 Einwohner, 1867 waren es auch so viele. Alle waren Mitglied der evangelischen Konfession.
Im Messtischblatt (MTB) von 1880 zeigt sich ein großes Gut mit nordöstlichem Park. Am Ufer war ein Bad mit Steg aufgebaut, dort befand sich auch der Landarbeiterkaten.
Bis nach 1920 änderte sich wenig, Helene von Bismark-Bohlen, die nach dem Tod ihres Mannes,  Friedrich Karl von Bismarck-Bohlen, hier lebte, ließ um 1900 am Sundufer ein Strandschloss erbauen, dort stand der Katen und steht heute das Gästehaus Niederhof. Dazu wurde die 1880 errichtete Badestelle nach Westen unterhalb des Burgwalls verlegt. Südwestlich vom Gut wurde eine neue Katensiedlung für die Landarbeiter angelegt. Die Gutsherrin ließ diese drei Katen und die zugehörigen Ställe im Schweizer Fachwerkstil errichten.
Nach dem Zweiten Weltkrieg und der Bodenreform in der Sowjetischen Besatzungszone wurde die Struktur des Dorfes verändert. Herrenhaus und Park bleiben erhalten, einige Wirtschaftsgebäude wurden abgeräumt und dafür Neubauernhäuser gebaut. Das so genannte „Weiße Schloß“ war mit Flüchtlingen belegt, brannte aber 1947 bis auf Keller und Grundmauern ab. Diese sind heute noch erkennbar.
Das Strandschloss wurde als Ferienheim ausgebaut.
Im Park siedelten sich, von Rügen kommend, Hunderte, dann Tausende von Kormoranen an. Zu der Zeit waren sie noch recht selten und so wurde der Park zum Naturschutzgebiet „Kormorankolonie“ erklärt.
Niederhof gehörte zur Gemeinde Brandshagen. Diese schloss sich am 7. Juni 2009 mit den Gemeinden Behnkendorf, Horst, Kirchdorf, Miltzow, Reinberg und Wilmshagen zur neuen Gemeinde Sundhagen zusammen.

## Sehenswürdigkeiten
- Naturschutzgebiet Kormorankolonie bei Niederhof
- Gedenkstein auf dem ehemaligen Jüdischen Friedhof im Ortsteil Niederhof an sechs Millionen Opfer der Shoa sowie der gesamte Friedhof mit 26 heilen Steinen und weiteren 34 Bruchstücken.
- Slawischer Burgwall (600–1200) im Gutspark Niederhof

→ Siehe auch Liste der Baudenkmale in Sundhagen